# جون جي
جون جي (بالإنجليزية: Jonathan Peter Gee)‏ هو نقابي وسياسي بريطاني وأسترالي، ولد في 24 مايو 1959 في هارلينغتون في المملكة المتحدة. حزبياً، نشط في حزب العمال الأسترالي (فرع جنوب أستراليا) ‏. في 2018 South Australian state election ‏، انتخب عضو مجلس النواب جنوب أستراليا من الجمعية عن دائرة Electoral district of Taylor ‏ وقد انضم خلال فترته النيابية ‏ (17 مارس 2018 – )  للكتلة البرلمانية حزب العمال الأسترالي (فرع جنوب أستراليا) ‏ وفي 2014 South Australian state election ‏، انتخب عضو مجلس النواب جنوب أستراليا من الجمعية عن دائرة Electoral district of Napier ‏ وقد انضم خلال فترته النيابية ‏ (15 مارس 2014 – 17 مارس 2018)  للكتلة البرلمانية حزب العمال الأسترالي (فرع جنوب أستراليا) ‏.